# Sinnai
Sinnai är en ort och kommun i storstadsregion Cagliari, innan 2016 provinsen Cagliari, i regionen Sardinien i Italien. Kommunen hade 17 562 invånare (2017).